# Fityeház, Zala
Fityeház (în croată Ficehaz) este un sat în districtul Nagykanizsa, județul Zala, Ungaria, având o populație de 681 de locuitori (2011).

## Demografie
Componența etnică a satului Fityeház
     Maghiari (78,47%)
     Croați (20,46%)
     Alții (1,08%)
Componența confesională a satului Fityeház
     Romano-catolici (77,97%)
     Fără religie (1,17%)
     Necunoscută (20,26%)
     Reformați (0,59%)
Conform recensământului din 2011, satul Fityeház avea 681 de locuitori. Din punct de vedere etnic, majoritatea locuitorilor (78,47%) erau maghiari, cu o minoritate de croați (20,46%).  Din punct de vedere confesional, majoritatea locuitorilor (77,97%) erau romano-catolici, cu o minoritate de persoane fără religie (1,17%). Pentru 20,26% din locuitori nu este cunoscută apartenența confesională.